# کیزیل-چولپان
کیزیل-چولپان (انگلیسی: Kyzyl-Chulpan) یک شهرک در شهرستان شارانسکی استان باشقیرستان کشور روسیه است.